# Podwojenie sześcianu

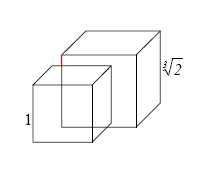
Konstrukcja sześcianu

Podwojenie sześcianu, problem delijski – jeden z trzech, obok trysekcji kąta i kwadratury koła, wielkich problemów starożytnej matematyki greckiej, polegający na zbudowaniu sześcianu o objętości dwa razy większej niż dany.
Legenda mówi, że w czasie zarazy na Delos wyrocznia delficka przekazała proroctwo Apollina, że choroba ustanie, gdy jego ołtarz w świątyni w Delfach zostanie powiększony dwukrotnie. Zrozumiano to w ten sposób, że należy dwukrotnie powiększyć objętość ołtarza, zachowując jego kształt sześcianu.
Klasyczne rozwiązanie problemu przy pomocy cyrkla i linijki nie jest możliwe; problem może jednak być rozwiązany przy pomocy metod nieklasycznych, na przykład mezolabium, konchoidografu i konchoidy Nikomedesa lub cysoidy Dioklesa.
W języku algebry problem podwojenia sześcianu sprowadza się do zbudowania odcinka {\displaystyle x} spełniającego równanie {\displaystyle x^{3}=2a^{3},} gdzie {\displaystyle a} jest dane. Przyjmując {\displaystyle a} za jednostkę, problem sprowadza się do zbudowania pierwiastka 3 stopnia z liczby 2. Nie jest to jednak możliwe: {\displaystyle {\sqrt[{3}]{2}}} jest liczbą algebraiczną stopnia 3, podczas gdy teoria mówi, że dana liczba daje się skonstruować za pomocą cyrkla i linijki wtedy i tylko wtedy, gdy jej stopień nad ciałem liczb wymiernych jest naturalną potęgą liczby 2.